# Wells Branch (Teksas)
Wells Branch je naseljeno mjesto za statističke potrebe u američkoj saveznoj državi Teksas. Prema popisu stanovništva iz 2010. u njemu je živjelo 12.120 stanovnika.